# Parc de Tērvete

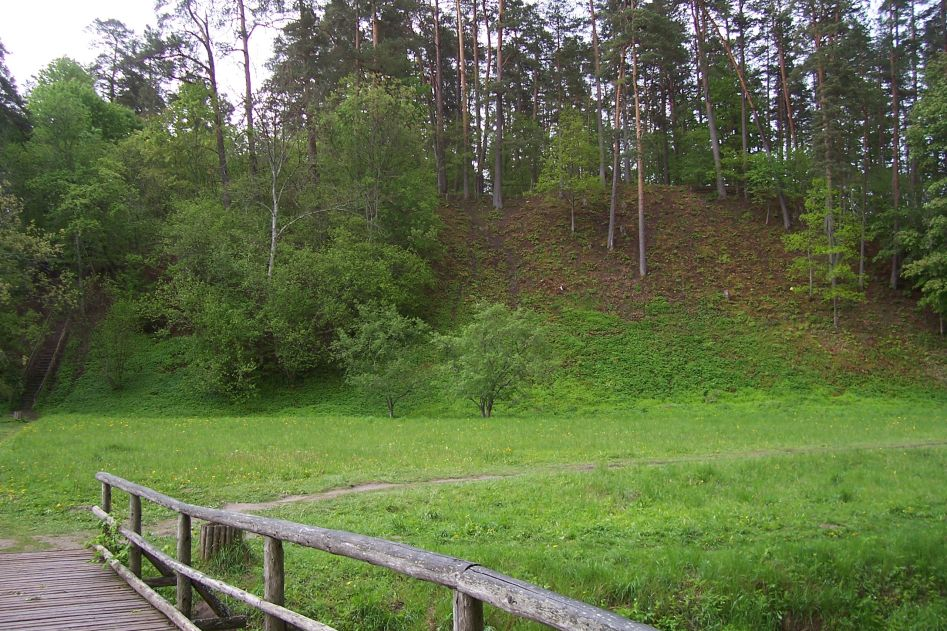
La montagne sacrée

Le parc de Tērvete est situé dans le novads de Tērvete en Lettonie et est la propriété de l'Office National des Forêts letton (Latvijas valsts meži).
Au travers d'une ballade, il est possible de découvrir l'univers du conte de Sprīdītis (héros d'Anna Brigadere), une série de jeux, un village de nains et différentes infrastructures permettant de découvrir la forêt et l'histoire de Tērvete. Cette forêt est riche d'une longue histoire puisqu'elle contient la plus vieille pinède des baltiques et que son histoire est fortement empreinte de la mythologie lettonne. Sur une des collines se dressait l'ancien château qui servait de point à l'ensemble des postes frontières entre la Lituanie (partie de la Pologne au sud et le territoire de Lettonie au nord. L'ensemble du parc est construit en bois.
Le parc contient également un musée sur la vie de l'auteur dans sa dernière demeure.

## Univers de Sprīdītis
Pasākuma mežs

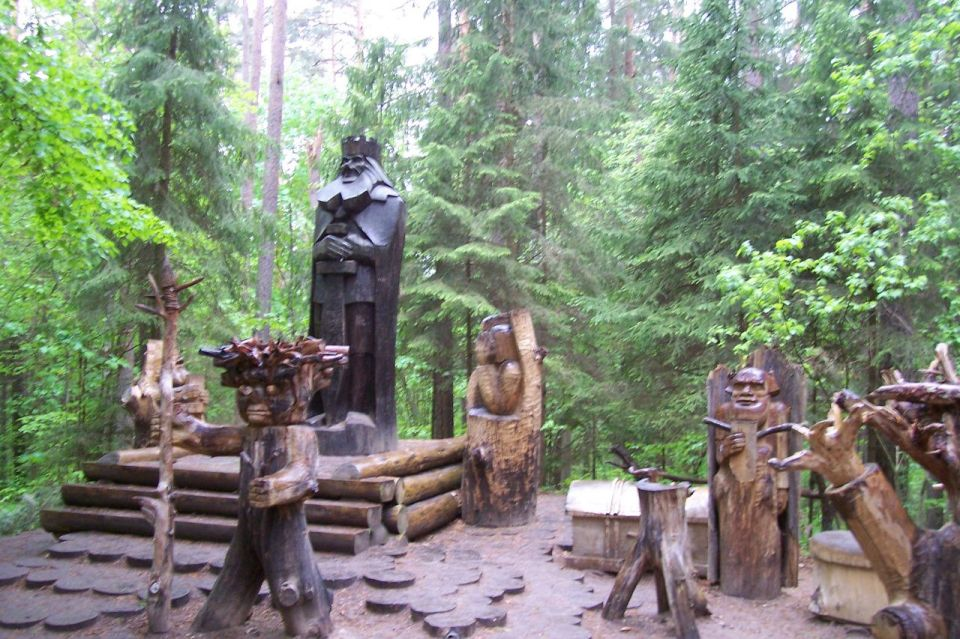
La salle du trône

Cette partie du parc commence par un grand portail dont le titre est forêt du conte. Après une ascension au travers de gardes sculptés dans le bois, le visiteur arrive à la salle du trône où il peut prendre place, sous les yeux du roi, de la reine et de sa cour.

## La forêt des nains
Rūķu mežs

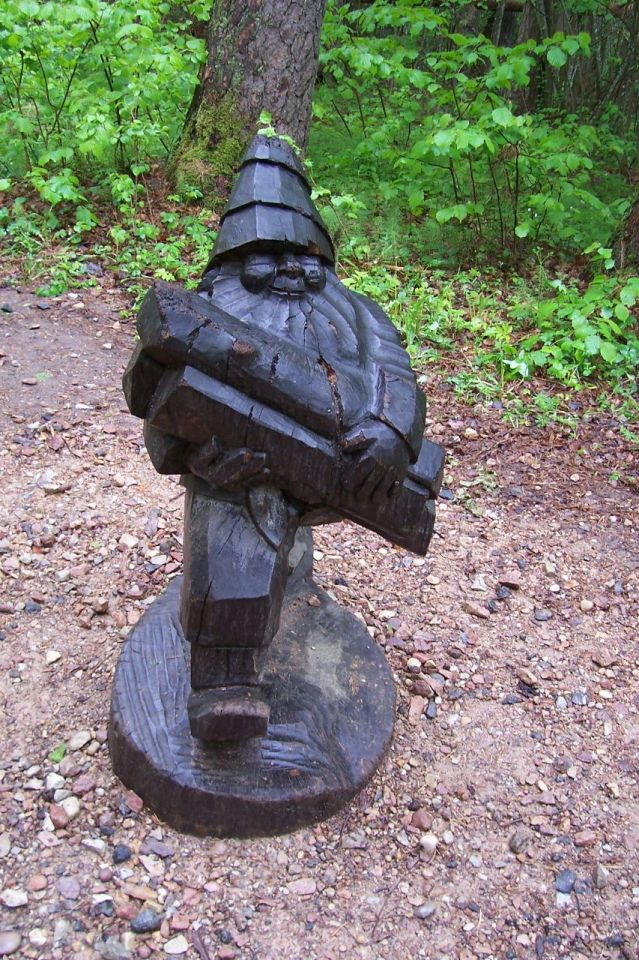
Un nain portant du bois

Cette partie du parc est annoncée par un panneau : attention traversée de nains. L'entrée dans le village se fait après une marche ponctuée de rencontres avec des sculptures représentant les habitants et quelques-unes de leur maisons. Une fois entré, différents panneaux expliquent le mode de vie des nains de la forêt, de ceux vivant sous terre, des meuniers... Il y a aussi des toilettes à la taille des habitants de cette partie de la forêt.

## Le bois des sorcières
Raganas sils

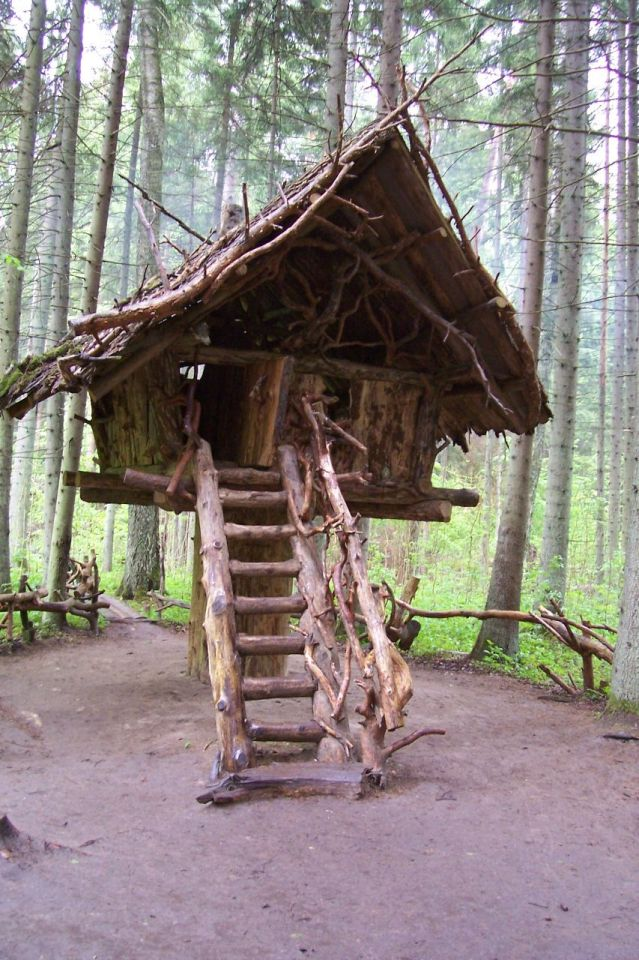
Une maison de sorcière

Cette partie du parc est quant à elle orientée vers l'univers des sorcières et bien qu'elle ne soit pas finie (malgré l'inauguration le 30 avril 2006), elle offre une grande diversité de maisons et d'attractions en tous genres sous les yeux malicieux des chauves-souris, des hiboux et des araignées (de bois). La grande nouveauté tient dans la présence d'une sorcière qui fait visiter son lieu de vie (en anglais, letton et russe).

## Galerie

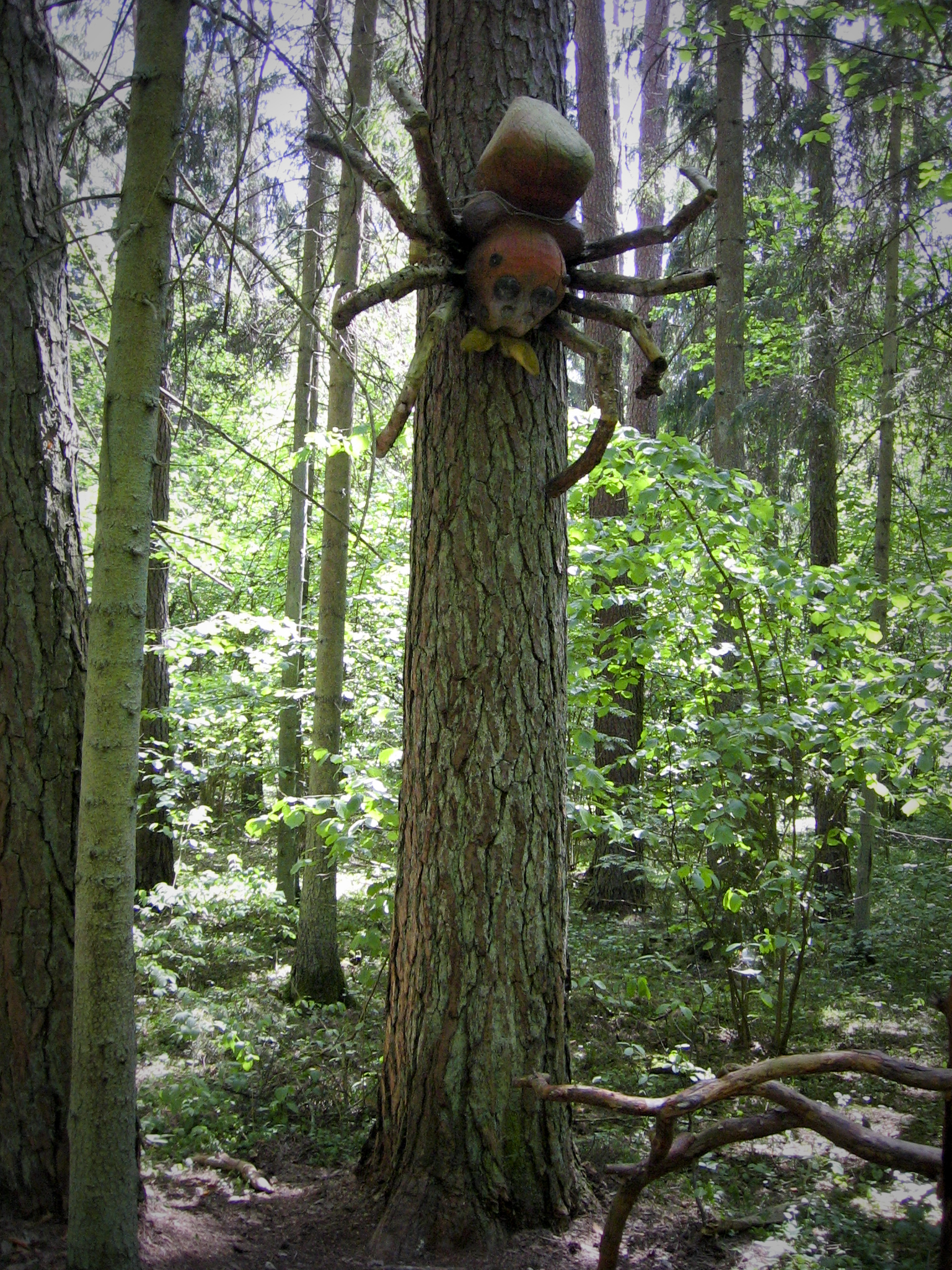
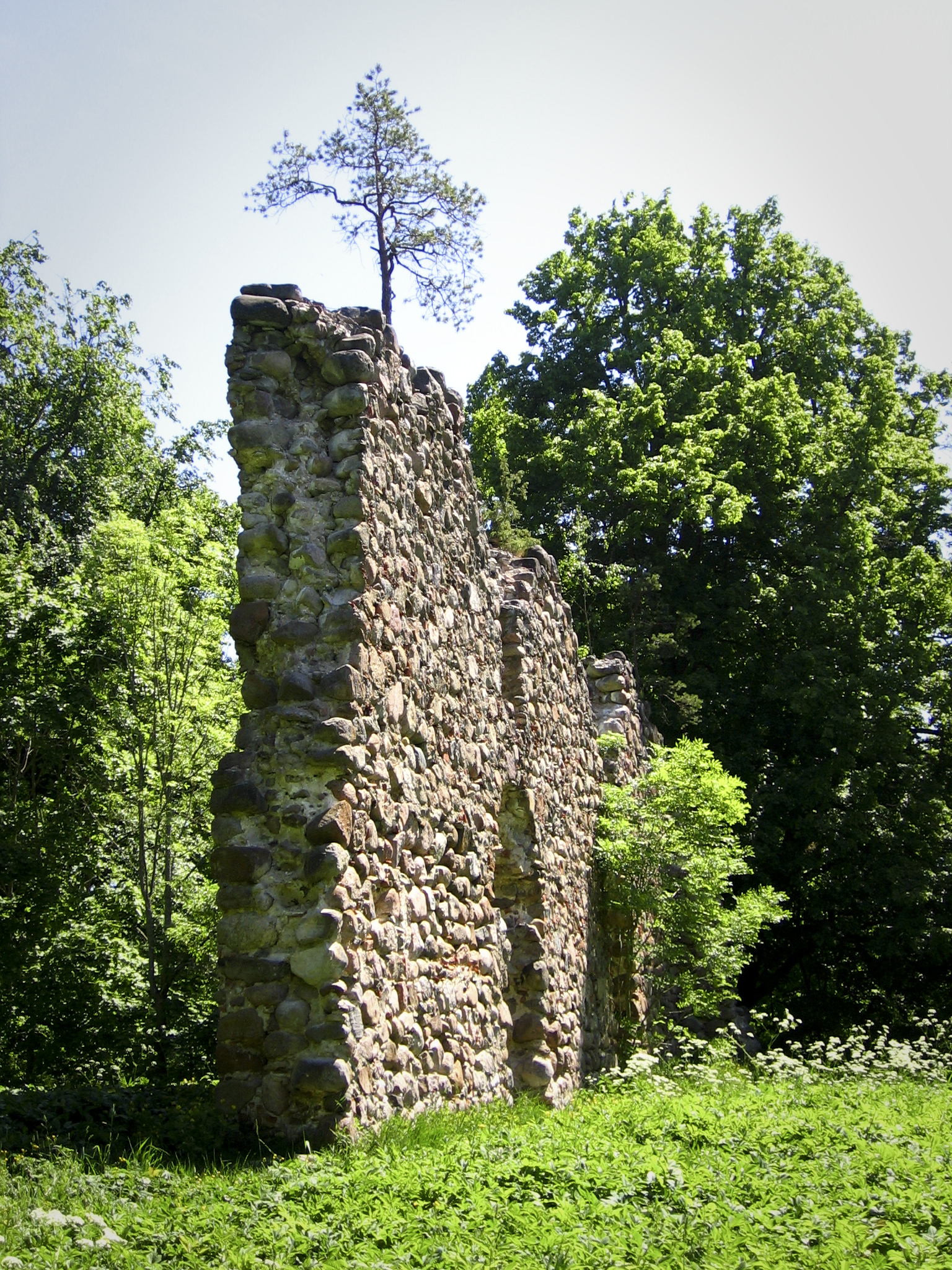
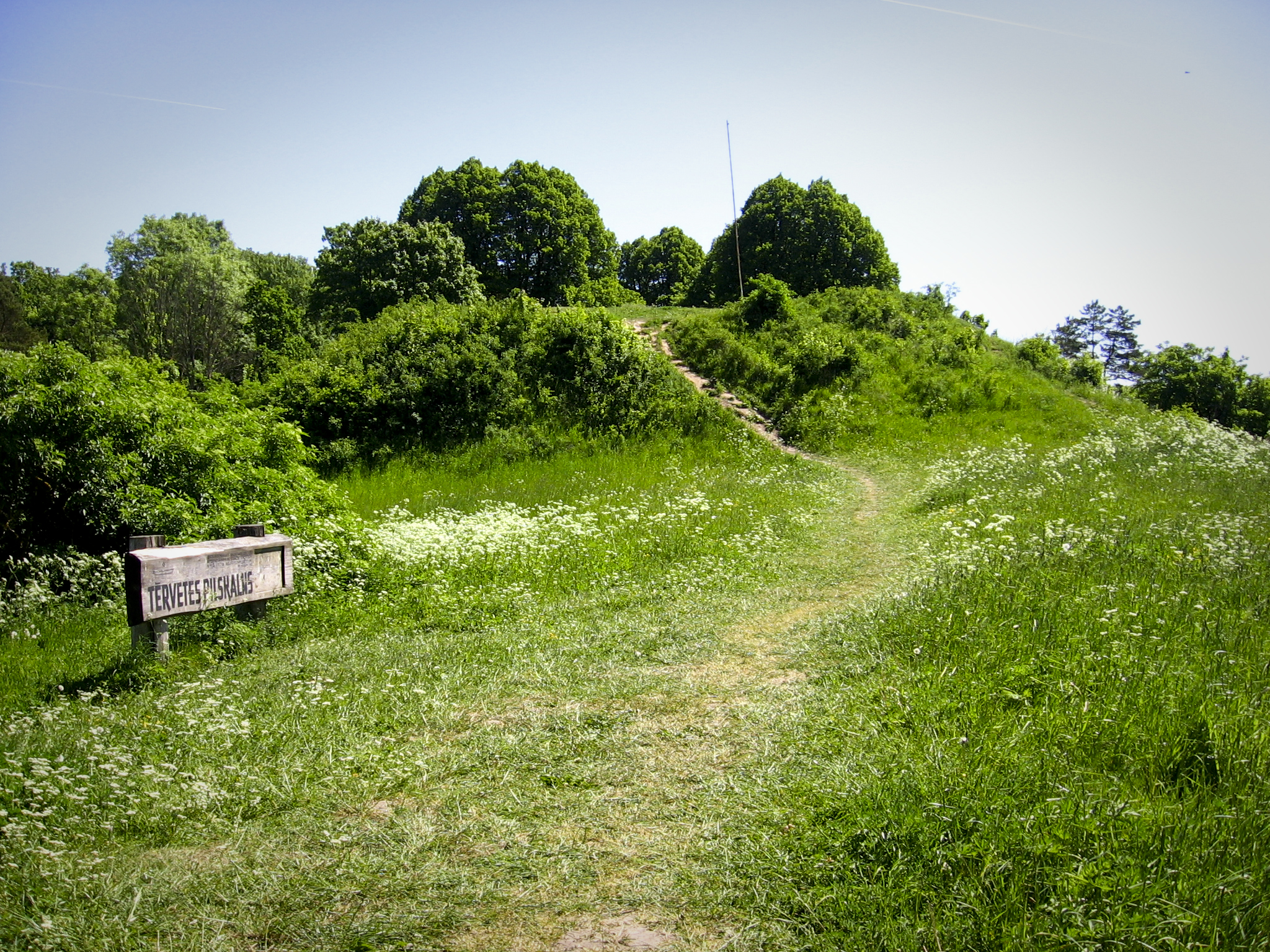
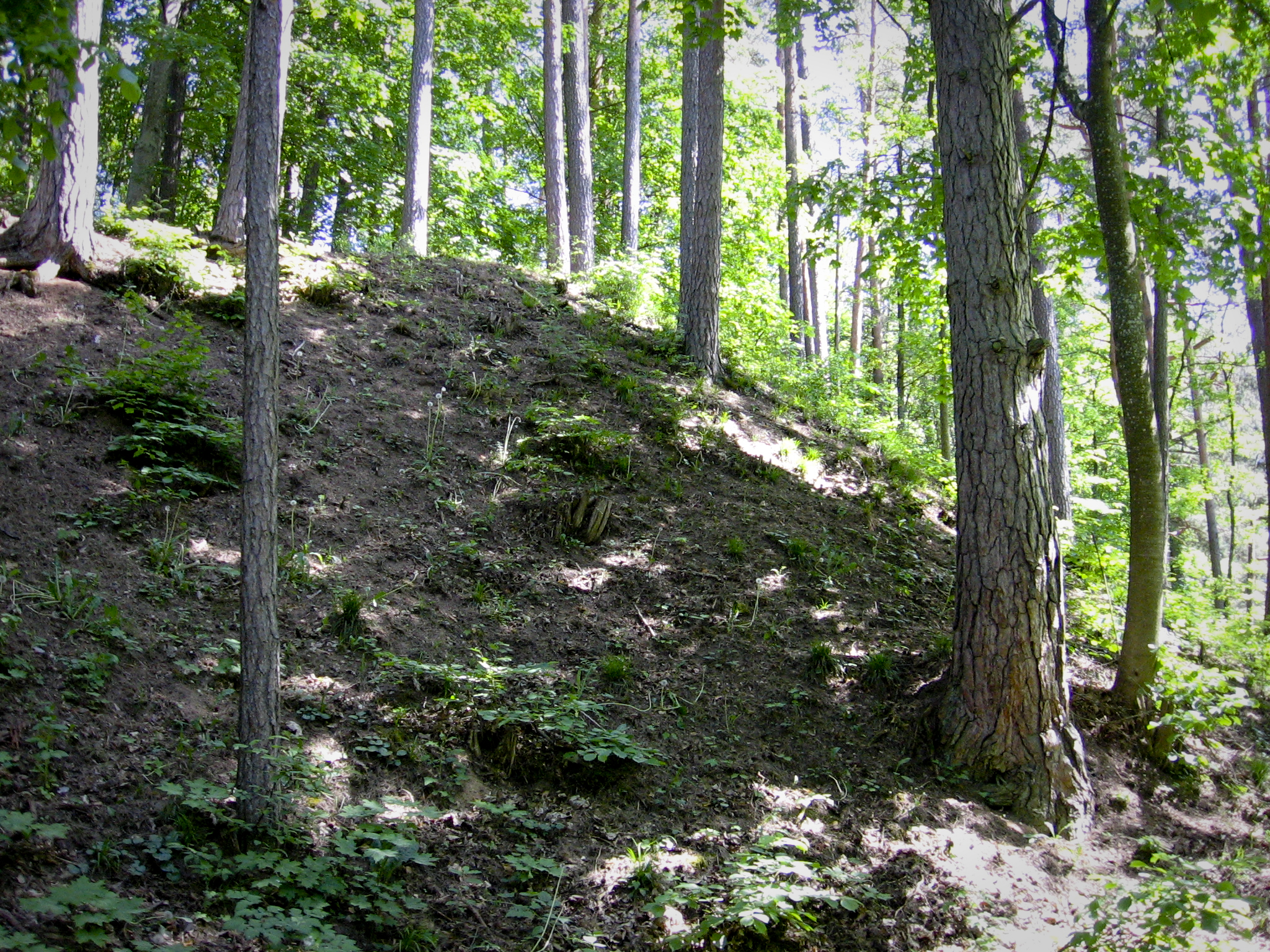
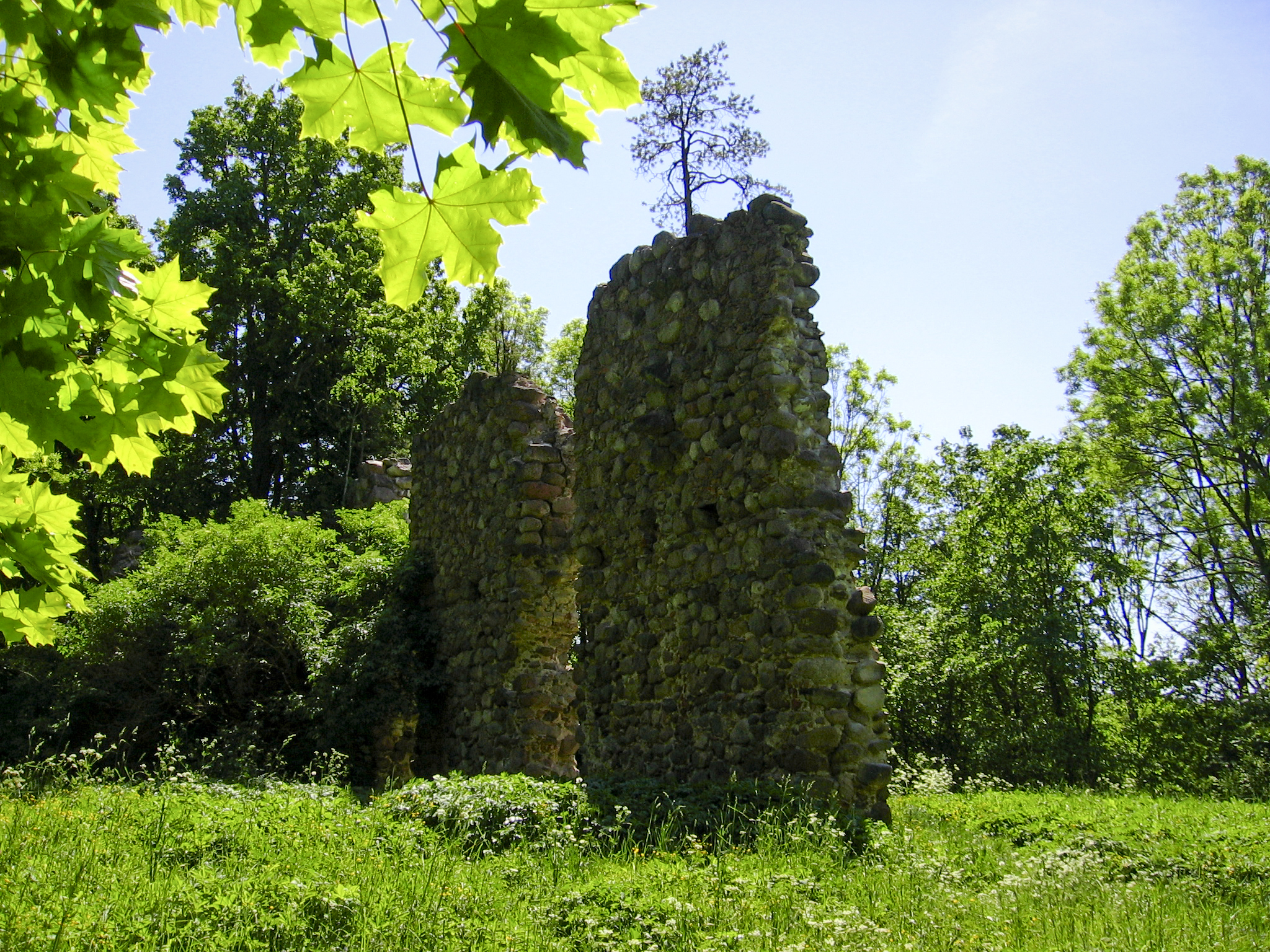
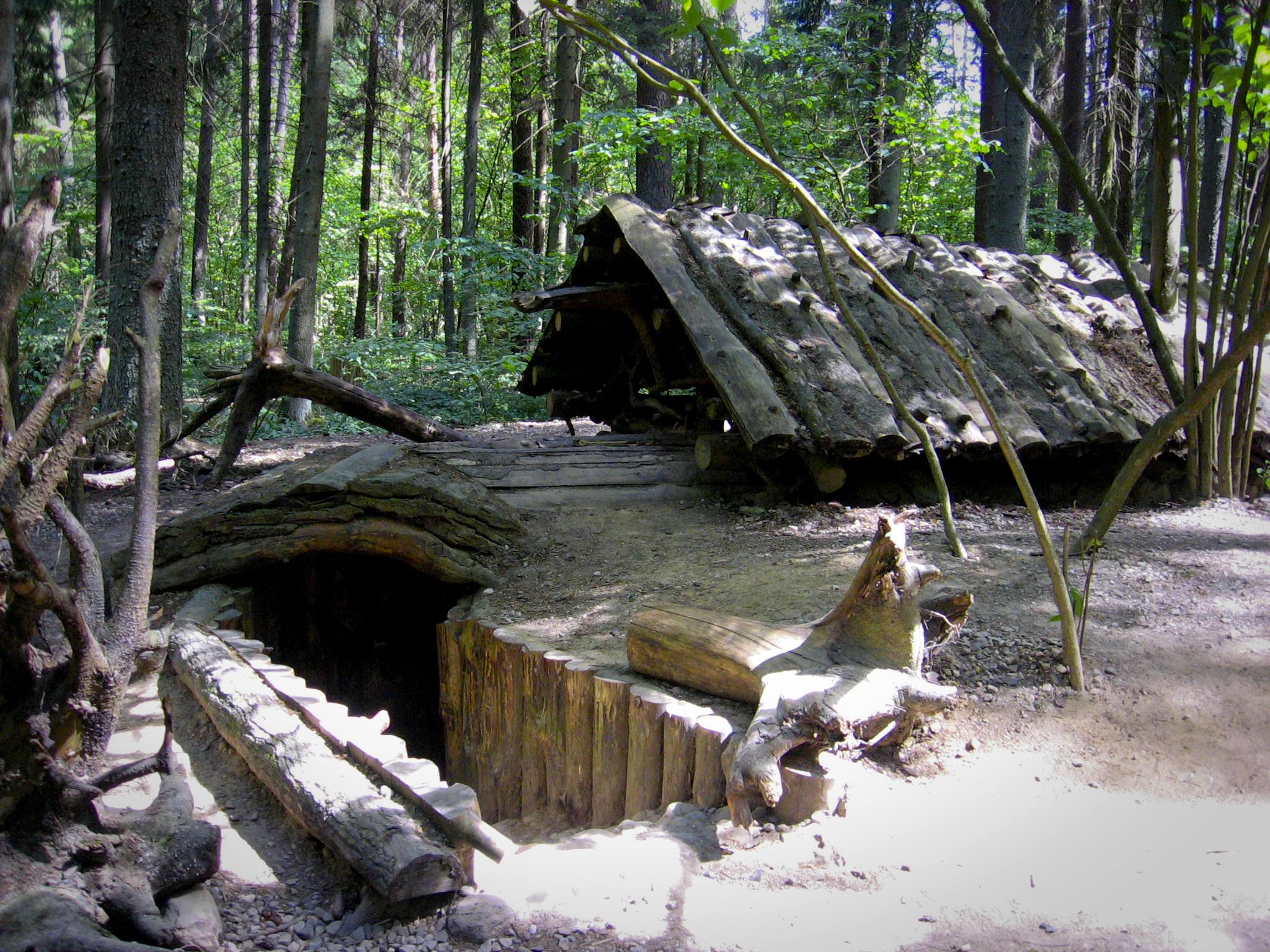
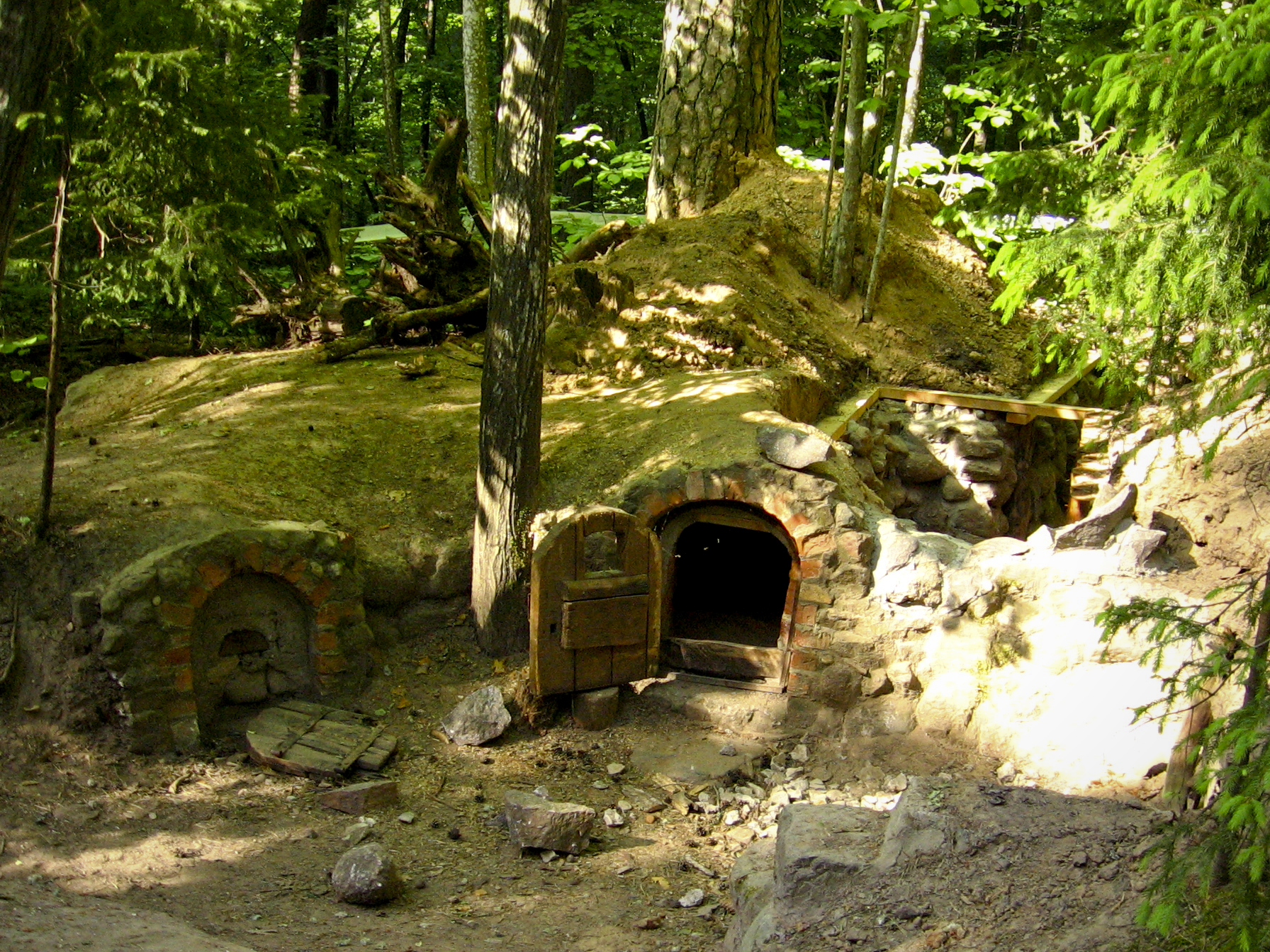
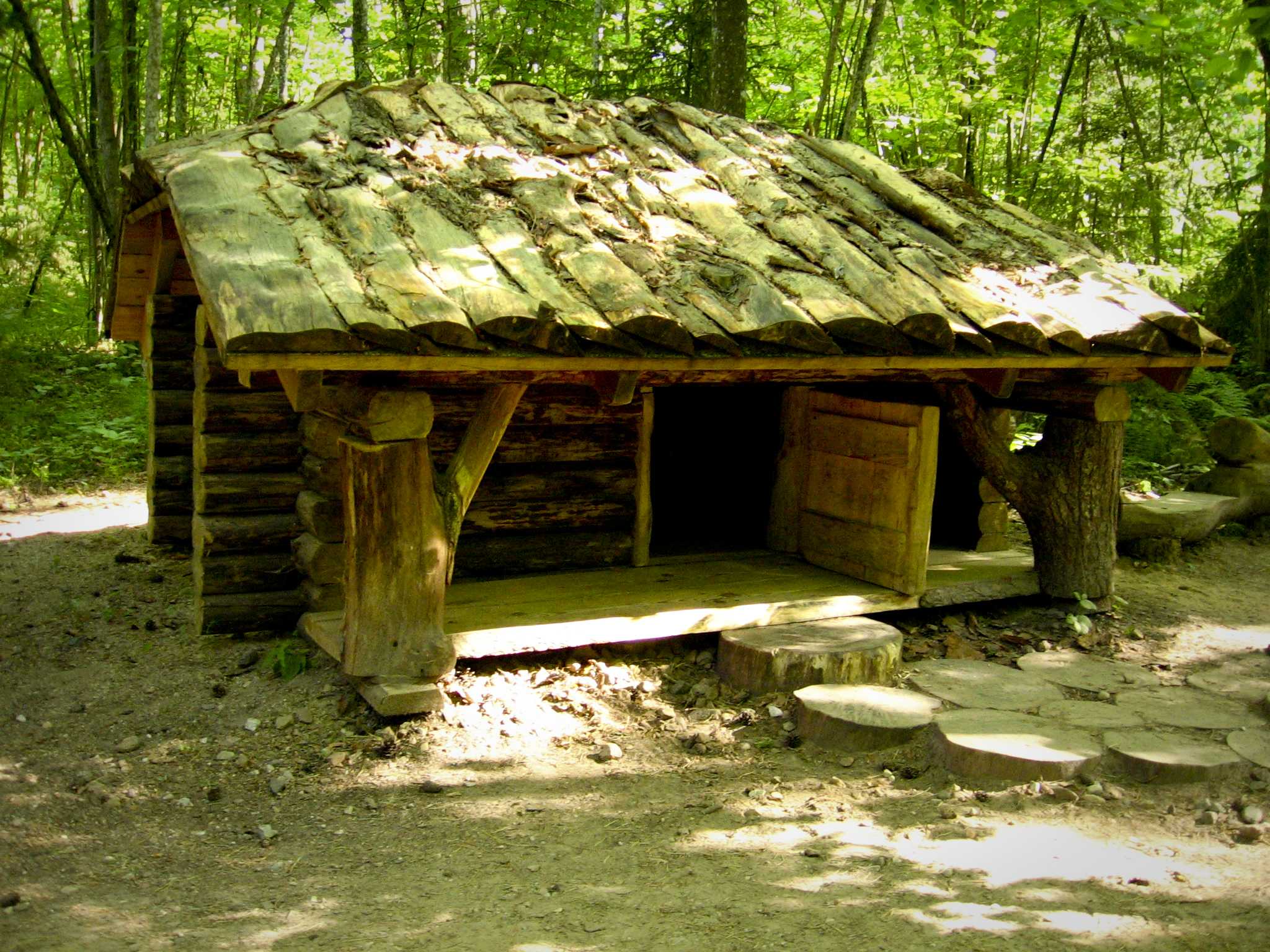